# Johann von Schleswig-Holstein-Gottorf

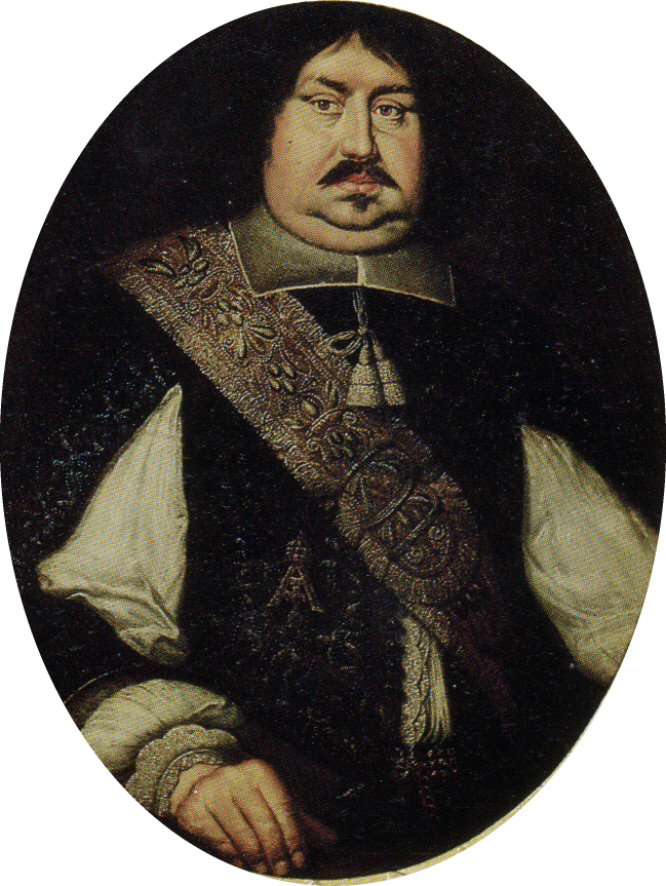
Johann von Schleswig-Holstein-Gottorf

Johann von Schleswig-Holstein-Gottorf, genannt Bischof Hans (* 18. März 1606 auf Schloss Gottorf; † 21. Februar 1655 in Eutin), war als  Johann X. protestantischer Fürstbischof des Hochstifts Lübeck.
Johann war ein jüngerer Sohn des Herzogs Johann Adolf von Schleswig-Holstein-Gottorf und der Neffe des vorherigen Fürstbischofs Johann Friedrich, dem er 1634 nachfolgte.
Als erster Lübecker Fürstbischof nahm Johann ständigen Wohnsitz im Eutiner Schloss, das er ausbauen und erweitern ließ. Er versuchte, Gelehrte und Wissenschaftler an seinen Hof zu ziehen und die wirtschaftliche Entwicklung des Hochstifts zu fördern; allerdings wurden seine Bemühungen durch den Ausbruch der Pest in den Jahren 1638 und 1639 erschwert, während zugleich der Dreißigjährige Krieg dem Land weitere Belastungen auferlegte. So waren in seiner Hauptstadt Eutin sowohl 1638/39 als auch 1643 dänische Truppen einquartiert, und im Dezember 1643 ein schwedisches Kavallerie-Regiment, die aus dem Lande versorgt werden mussten.
Als bei den Verhandlungen zum Westfälischen Frieden in Osnabrück die Existenz des Hochstifts Lübeck ernsthaft gefährdet war, weil die Möglichkeit bestand, dass es als territoriale Kompensation anderen Staaten zugeschlagen wurde, gelang es Johann durch geschickte Auswahl exzellenter Verhandlungsführer – zunächst der Lübecker David Gloxin, dann der Kammerrat Christian Cassius – diese Gefahr abzuwenden und den Bestand seines Landes zu sichern.

## Familie
Johann heiratete am 7. Mai 1640 die Prinzessin Julia Felicitas von Württemberg-Weiltingen (1619–1661), Tochter des Herzogs Julius Friedrich. Die Ehe, aus der vier Kinder hervorgingen, verlief äußerst unglücklich. Seit 1648 bemühte Johann sich daher um eine Scheidung, die er schließlich 1653 erreichen konnte. Das Paar hatte folgende Kinder:
- Christine Auguste Sabine (* 4. Juni 1642; † 20. Mai 1650)
- Julius Adolf Friedrich (* 2. Oktober 1643; † 3. Januar 1644)
- Johann Julius Friedrich (* 17. Februar 1646; † 22. Mai 1647)
- Johann August (* 3. August 1647; † 29. Januar 1686)